# Alessandro Bernardini
Alessandro Bernardini, född 21 januari 1987 i Domodossola, är en italiensk fotbollsspelare.

## Spelstil
Alessandro Bernardini spelar normalt som mittback, men har i Livorno även spelats som högerback. Tidigare i karriären spelade Bernardini oftare som offensiv mittfältare.

## Karriär

### Den tidiga karriären
Efter att ha inlett karriären i den lokala klubben Verbania signades Bernardini som ungdomsspelare av Parma. Bernardini tillbringade tre säsonger med klubbens primaveralag och hann även med att debutera i a-laget när han hoppade in mot Inter i Coppa Italia 30 november 2005 . Sommaren 2006 lämnade Bernardini Parma för AC Borgomanero, där han stannade två säsonger och spelade 61 matcher.
Sommaren 2008 skrev Bernardini sitt första professionella kontrakt med dåvarande Serie C2-klubben Varese. Första säsongen med vann klubben uppflyttning till Serie C1. Säsongen efter spelade Bernardini under hösten till sig en helt ordinarie plats.

### Livorno
19 januari köpte dåvarande Serie A-klubben Livorno Bernardini på ett delägarskap. Han debuterade för sin nya klubb 28 februari och spelade sedan ytterligare fyra matcher under våren. Under sommaren 2010 bjöds Bernardini tillsammans med lagkamraten Francesco Bardi in att deltaga i Juventus USA-turné.
Efter att ha tillbringat större delen av hösten 2010 som reserv blev Bernardini under våren 2011 allt mer ordinarie i den något ovana positionen som högerback. Hösten 2011 förpassades han åter ofta till bänken, men spelade helt ordinarie i mittförsvaret under våren 2012.
I januari 2013 löste Livorno och Varese delägarskapet med resultatet att Bernardini blev helägd av Livorno.
2 september 2013 lånades Bernardini ut till Serie A-klubben Chievo.
Bernardini återvände till Livorno inför säsongen 2014/2015 och hade återigen en ordinarie plats i mittförsvaret. När kontraktet löpte ut efter säsongen erbjöds han dock inte något nytt, utan lämnade klubben.

## Meriter
- Serie C2: 1.

Varese: 2008-2009.